# أحمد جاسر
أحمد أيمن جاسر، لاعب كرة قدم قطري , من مواليد 20 أبريل 1996 . يلعب حاليا مع نادي الوعب.
لعب سابقاً في نادي السيلية ونادي البدع ونادي الوعب.